# Tengerimárna-félék
A tengerimárna-félék (Mullidae) a csontos halak (Osteichthyes) főosztályának a sugarasúszójú halak (Actinopterygii) osztályába, ezen belül a sügéralakúak (Perciformes) rendjébe tartozó család.
A tengerimárna-félék családjába 6 élő nem és 85 élő faj tartozik.

## Rendszerezésük
A családba az alábbi 6 halnem tartozik:
- Mulloidichthys Whitley, 1929 - 7 faj
- Mullus Linnaeus, 1758 - 5 faj; típusnem
- Parupeneus Bleeker, 1863 - 32 faj
- Pseudupeneus Bleeker, 1862 - 3 faj
- Upeneichthys Bleeker, 1855 - 3 faj
- Upeneus G. Cuvier, 1829 - 35 faj